# Sehnsucht (Lacrimosa)
Sehnsucht is het tiende studioalbum van het Duitse muziekduo Lacrimosa. 

## Tracklist
1. "Die Sehnsucht in Mir" (8:03)
2. "Mandira Nabula" (5:17)
3. "A.u.S." (6:50)
4. "Feuer" (4:33)
5. "A Prayer for Your Heart" (5:13)
6. "I Lost My Star in Krasnodar" (5:39)
7. "Die Taube" (7:28)
8. "Call Me with the Voice of Love" (3:36)
9. "Der Tote Winkel" (5:23)
10. "Koma" (7:46)